# Brown Eyed Handsome Man
«Brown Eyed Handsome Man» — песня американского музыканта Чака Берри, записанная им в 1956 году и выпущенная на обратной стороне сингла «Too Much Monkey Business» . Песня была включена в дебютный альбом Берри «After School Session» (1957). Позже Берри перезаписал песню для альбома «Chuck Berry’s Golden Hits» (1967). На концертах Берри нередко исполнял песню в более медленном темпе, чем оригинал. Название песни «Темноглазый симпатичный мужчина» позже было использовано как название биографии Берри 

## Бекграунд и запись
Песня "Brown Eyed Handsome Man" была написана Чаком Берри после его поездки по афроамериканским и латиноамериканским районам Калифорнии. Во время пребывания там он стал свидетелем ареста латиноамериканца, и, по его воспоминаниям, «какая-то женщина подбежала и начала кричать, требуя отпустить его» .
Запись композиции состоялась 16 апреля 1956 года в студии Universal Recording Corporation в Чикаго, штат Иллинойс. Продюсерами сессии выступили братья Леонард и Фил Чесс. В записи приняли участие пианист Джонни Джонсон, тенор-саксофонист Л. Си. Дэвис, басист Уилли Диксон и барабанщик Фред Белоу .
Песня была выпущена в сентябре 1956 года и вскоре заняла 5-е место в чарте R&B Singles журнала Billboard .
Песню также записывали Бадди Холли (1956; сингл с его версией стал хитом в 1963 в Великобритании ), Джонни Риверз (1964), Нина Симоне (1967), Уэйлон Дженнингс (1970), Пол Маккартни (1999), Джонни Кэш (2003; вместе с Карлом Перкинсом).